# Baptistkirken
Baptistkirken er et kristent trosamfund inden for den protestantiske tradition. Baptistkirken blev stiftet i 1609 af de engelske prædikanter John Smyth (ca. 1570 – ca. 28. august 1612) og Thomas Helwys (ca. 1575 – ca. 1616).
Baptist stammer fra et græsk ord: βαπτίζω, der udtales bap-ti-so og betyder døber.
Med over 100 millioner medlemmer heraf 739,678 i Europa er baptisterne de talrigeste inden for den protestantiske tradition i verden, og har flere tilhængere end de lutherske kirker. Der findes baptistkirker i næsten alle verdens lande, og der er specielt mange i USA, særligt i sydstaterne og blandt den mørke befolkning, hvoraf cirka tre fjerdedele er baptister.
De første danske baptister stiftede den første frikirke i Danmark  i 1839. De var med i kampen om religionsfrihed, som blev vedtaget i grundloven af 1848. I dag tæller Baptistkirken i Danmark ca. 5300 medlemmer fordelt på 55 lokale menigheder.
Kirken bruger lige som Pinsekirken og Missionsforbundet voksendåb (i kirkens sprogbrug bekendelsesdåb eller troendes dåb). Til Baptistkirken i Danmark er også knyttet Danske Baptisters Spejderkorps forkortet DBS og Baptisternes Børne- og Ungdomsforbund forkortet BBU.

## Medlemmer i lande
| Lande     | Antal medlemmer |
| --------- | --------------- |
| USA       | 47.000.000      |
| Indien    | 2.400.000       |
| Nigeria   | 2.300.000       |
| Congo     | 1.900.000       |
| Brazilien | 1.200.000       |
| Sydkorea  | 774.259         |
| Canada    | 729.470         |
| Sverige   | 17.489          |
| Norge     | 5.619           |
| Danmark   | 5.800           |